# Caio Otávio Tídio Tossiano Lúcio Javoleno Prisco
Caio Otávio Tídio Tossiano Lúcio Javoleno Prisco (em latim: Gaius Octavius Tidius Tossianus Lucius Javolenus Priscus), conhecido também como Lúcio Javoleno Prisco ou apenas Javoleno Prisco, foi um jurista e senador romano nomeado cônsul sufecto para o nundínio de setembro a dezembro de 86 com Aulo Búcio Lápio Máximo. Seu nome completo é conhecido com base em uma inscrição (CIL III, 9960), na qual seu segundo prenome está escrito dentro do segundo "O" de "Tossiaano", o que levou Olli Salomies a sugerir que «Lúcio» foi inserido numa data posterior, talvez erroneamente".

## Nome e origem
O historiador Anthony Birley que seus nomes "Javoleno", "Tídio" e "Tossiano" revelam uma origem na Úmbria, especificamente Igúvio. Porém, ele próprio lembra o argumento de Géza Alföldy de que Javoleno deve ter sido parente dos Otávios de Nédio, na Dalmácia, onde Javoleno foi homenageado numa inscrição. "É, portanto, bem provável que ele tenha nascido Caio Otávio e recebido seus outros nomes através de uma adoção numa família úmbria". Porém, Salomies argumenta que, se ele foi adotado, "a partir da ordem dos nomes, devemos certamente concluir que ele era um Lúcio Javoleno adotado por um Caio Otávio".

## Carreira
A vida de Javoleno Prisco anterior ao seu comando da Legio IV Flavia Felix, estacionada perto de Burno, é desconhecida. Depois de servir como governador de facto da Numídia, foi nomeado legado da III Augusta em 83 e depois serviu como cônsul sufecto em 86. Birley acredita que foi em 84 que Javoleno Prisco seguiu para a Britânia e serviu como juridicus, permanecendo por lá por dois anos. Depois disto, foi governador da Germânia Superior e depois da prestigiosa província da Síria no começo do reinado de Trajano. Finalmente foi nomeado procônsul da África entre 101 e 102, o ápice de sua carreira. Nesta época, foi admitido no Colégio dos Pontífices.

## Jurista
Birley nota que Javoleno Prisco é famoso principalmente por sua atividade como jurista. Das muitas citações às suas opiniões legais, está uma sobre o testamento de Seio Saturnino, "archigubernus ex classe Britannica", um caso que deve ter passado por ele enquanto era juridicus na Britânia. Ele foi o líder da Escola Sabiniana e mestre do jurista Sálvio Juliano.
A originalidade de sua obra pode ser atestada nos quatorze livros de "Epistulae", de onde nasceu o famoso dito "Em direito civil, toda definição é perigosa, pois são raras as que não podem ser subvertidas" ("Omnis definitio in iure civili periculosa est; parum est enim, ut non subverti posset"). Além disto, Javoleno escreveu quinze "Libri ex Cassio", onde comenta as sentenças de Caio Cássio Longino, e cinco "Libri ex Plautio", além de uma epítome e um comentário crítico sobre os últimos livros de Marco Antíscio Labeão.